# Котницький Григорій Петрович
Котницький Григорій Петрович (нар. 1927 - ?) - український та радянський поет, письменник, журналіст, голова Кримського осередку Всеукраїнського Шевченкового Братства.

## Життєпис
Народився 30 травня 1927 року у с. Пекарів Сосницького р-ну Чернігівської обл. в селянській родині.  Але збережене Григорієм Петровичем свідоцтво, видане його батькові, вказує, що їх рід був козацьким: "Выдано сие козаку села Пекарев  Котницкому Петру в том, что он десяти лет отроду закончил церковно-приходскую школу...". А Григорій у 1942 році закінчив 7 класів неповної середньої школи у м. Грозний, у 1947 році — Грозненський нафтовий технікум. У 1952 році був призваний на флот та зарахований слухачем курсів партійно-комсомольського активу в Кронштадтської морської фортеці, отримав військове звання лейтенант. Працював кореспондентом у флотських газетах, пізніше заочно закінчив Львівське вище військово-політичне училище за фахом «журналістика». Служив на різних посадах в ЛенВМБ, потім у розпорядженні командувача Тихоокеанським флотом та в Камчатській військовій флотилії. 1977 року, у званні капітана 2 рангу, звільнений у запас за віком і переїхав до Сімферополя. 
В період служби писав російською - вірші, оповідання, нариси, статті. У 1958 році вийшла перша книга його віршів «Ми з Кронштадту» («Леніздат»). Твори Григорія Котницького друкувалися у багатьох газетах та журналах Ленінграда, Москви, Далекого Сходу, у 1970 році вийшла книга його віршів "Паралелі та меридіани" (вид-во "Арктика"). Вірші увійшли до колективних збірок на морську тематику «Поезія моря» (Л„ 1964), «Океанські горизонти» (М., 1981).

В Сімферополі включився у громадську роботу: очолював профком Кримської письменницької організації, виступав як лектор-міжнародник. Повернувшись до України, письменник почав глибше вивчати українську мову. Написав рідною мовою поетичний цикл "Повернення до витоків", низку новел. Часто друкувався в газеті "Кримська світлиця".
"Велику  громадську  й  науково-популяризаторську  роботу  проводить  Шевченкове  братство Криму, зареєстроване 3  грудня  1995 р., яке очолює письменник Григорій Котницький.  Раз на два роки  братство  проводить  науково-практичну конференцію  "Тарас  Григорович  Шевченко і  Крим”.  Особливу  вдячність  громадськість  Криму  складає  братчикам  за  пошукову  роботу. Г.Котницьким виявлено 23-х нині живих родичів Шевченка (по лінії Красицьких та брата Йосипа), які  мешкають у Севастополі, Сімферополі,Феодосії,  Коктебелі."
Шевченкіана Котницького:  "Найперша книга"(1993), "Родичі Шевченка" (1994), "Обережно: фальсифікація Шевченка", "З роду Красицьких" (1995), "Ми всі його рідня" (1996), "Сестра поета Ярина та її діти та внуки" (1998). "(рос.)Над Украиной солнце встало" (1964).